# Juhani Pikkarainen
Juhani Pikkarainen (Paimio, 30 de julio de 1998) es un futbolista finlandés que juega en la demarcación de defensa para el Degerfors IF de la Allsvenskan.

## Selección nacional
Tras jugar en las categorías inferiores de la selección, finalmente hizo su debut con la selección de fútbol de Finlandia en un partido de la Liga de Naciones de la UEFA 2024-25 contra Grecia que finalizó con un resultado de 0-2 para el combinado griego tras los goles de Tasos Bakasetas y Christos Tzolis.

## Clubes
| Club                       | País      | Año       | Partidos | Goles |
| -------------------------- | --------- | --------- | -------- | ----- |
| USK Anif (cedido)          | Austria   | 2016-2017 | 24       | 1     |
| FC Liefering               | Austria   | 2017-2018 | 1        | 0     |
| FC Blau-Weiß Linz (cedido) | Austria   | 2018      | 11       | 0     |
| FC Wacker Innsbruck II     | Austria   | 2018      | 1        | 0     |
| KPV Kokkola                | Finlandia | 2019      | 22       | 0     |
| Turun Palloseura           | Finlandia | 2020-2021 | 43       | 1     |
| Vaasan Palloseura          | Finlandia | 2022-2023 | 61       | 5     |
| FC Ilves Tampere           | Finlandia | 2024-2025 | 35       | 0     |
| Degerfors IF               | Suecia    | 2025-     |          |       |